# Ota Benga

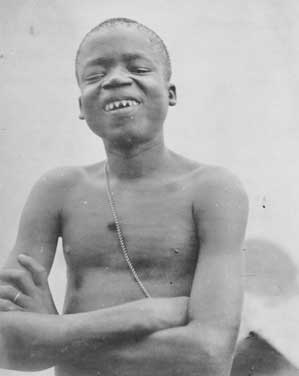
Ota Benga im Jahr 1904

Ota Benga (* zwischen 1883 und 1885 als Mbye Otabenga im Ituri-Regenwald der heutigen DR Kongo; † 20. März 1916 in Lynchburg, Virginia) war ein kongolesischer Pygmäe, der 1906 im New Yorker Bronx Zoo als Attraktion in einer Völkerschau gemeinsam mit einem Orang-Utan zur Schau gestellt wurde.

## Biographie
Ota Benga war Mitglied des Batwa-Volkes und lebte in äquatorialen Regenwäldern in der Nähe des Flusses Kasai, im damaligen Gebiet Belgisch-Kongos. Benga hatte die Ausrottung seines Dorfes durch die Force Publique, eine offizielle Armee unter König Leopold II. von Belgien, überlebt.
Der US-amerikanische Missionar Samuel Phillips Verner (1873–1943) wurde im Auftrag der Weltausstellung 1904 (Louisiana Purchase Exposition), die in St. Louis stattfand, nach Afrika geschickt, um von dort Pygmäen für die Ausstellung mitzubringen. Verner traf Ota Benga im selben Jahr in Belgisch-Kongo, verhandelte mit einem einheimischen Sklavenhändler über die Pygmäen und kehrte mit Ota Benga und acht weiteren in die Vereinigten Staaten zurück.
Nach der Ausstellung wurden die Pygmäen nach Afrika zurückgebracht. Benga fand dort jedoch keine sozialen Bindungen mehr vor und kehrte mit Verner schließlich zurück nach Amerika. Nach mehreren Monaten des Reisens in den Vereinigten Staaten brachte Verner Ota Benga 1906 auf Anraten Hermon Bumpus in den Bronx Zoo nach New York City. Bumpus war der Direktor des American Museum of Natural History und hatte nach Verners Rückkehr aus Afrika einen Aufbewahrungsplatz für dessen Fracht an mitgebrachten Exponaten und vorübergehend für Benga selbst zur Verfügung gestellt. Seit dem 8. September 1906 konnten ihn die Besucher im Affenhaus vorfinden. Schritt für Schritt wurde er regelrecht „ausgestellt“: Benga verbrachte einige Zeit im Affenhaus und der Zoo schlug ihm vor, seine Hängematte dort anzubringen und mit seinem Pfeil und Bogen auf ein Ziel zu schießen. Bald wurde ein Schild mit folgendem Inhalt angebracht:

The African Pigmy, "Ota Benga."

Age, 23 years. Height, 4 feet 11 inches.

Weight, 103 pounds. Brought from the

Kasai River, Congo Free State, South Cen-

tral Africa, by Dr. Samuel P. Verner. Ex-

hibited each afternoon during September.

Die deutsche Übersetzung lautet:

Der afrikanische Pygmäe, "Ota Benga."

Alter 23 Jahre. Größe ca. 150 cm.

Gewicht ca. 51 kg. Gebracht vom

Fluss Kasai, Freistaat Kongo, Südliches

Zentralafrika, von Dr. Samuel P. Verner. Aus-

stellung jeden Nachmittag im September.

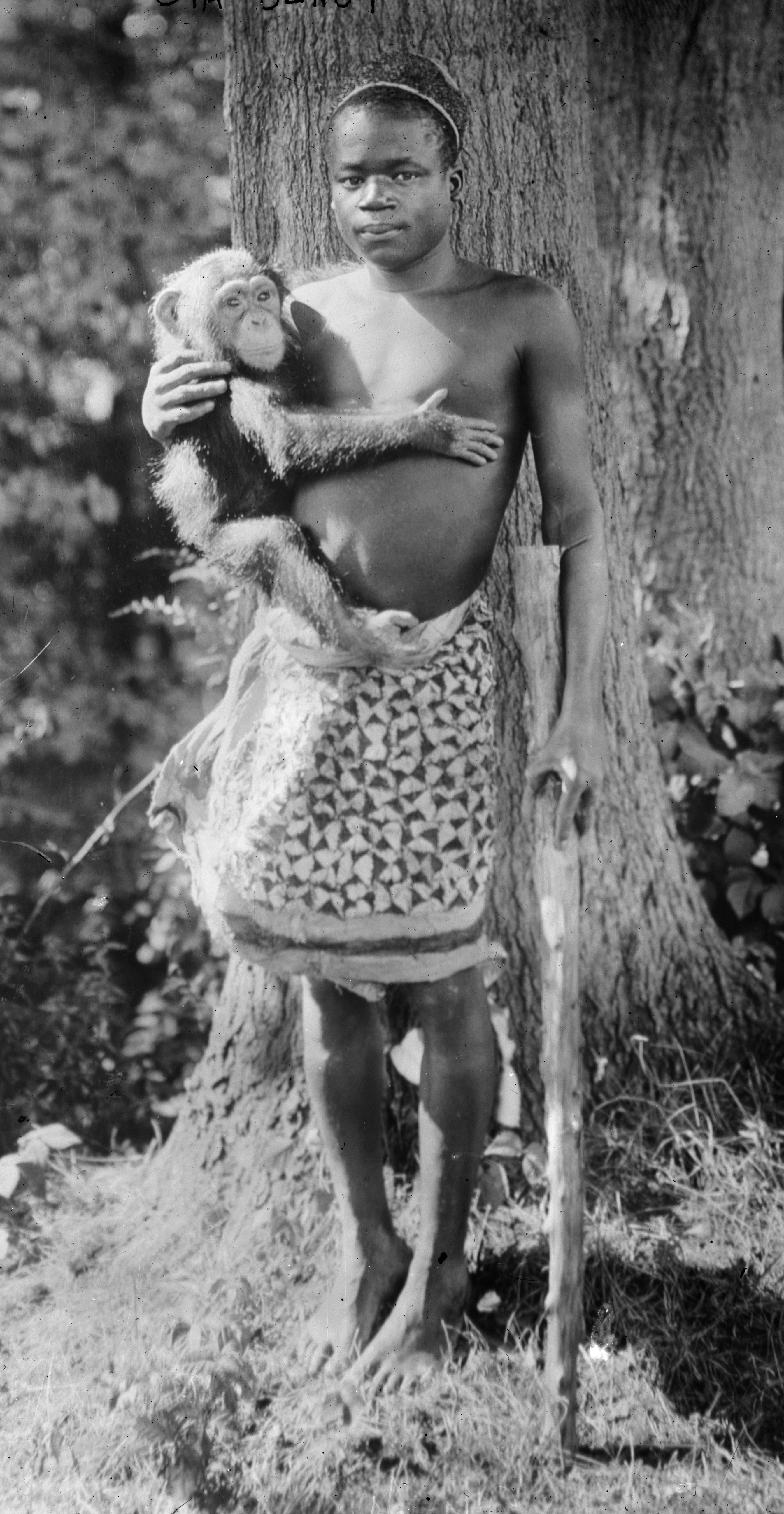
Benga im Jahr 1906, Angaben zufolge im Bronx Zoo

Der Direktor des Bronx Zoo, William Hornaday, sah in der Ausstellung ein wertvolles Schauspiel für seine Besucher und wurde darin von Madison Grant, einem bekannten Eugeniker und Vertreter des wissenschaftlichen Rassismus, bestärkt.
Aufgrund umgehender Proteste afroamerikanischer baptistischer Geistlicher wurde die Ausstellung von Hornaday beendet. Nach öffentlicher Meinung war die Ausstellung rassistisch: „Wir finden, unsere Rasse leidet genug, auch ohne dass einer von uns gemeinsam mit den Affen ausgestellt wird“, sagte der Geistliche James H. Gordon. Die unterschwellig dargestellte Unterstützung der Evolutionstheorie rief ebenfalls Bedenken hervor; Gordon führte an: „Die darwinistische Theorie ist unvereinbar mit dem Christentum, und eine öffentliche Darstellung in deren Sinne sollte nicht erlaubt sein“. Benga wurde dann, in einer Art interaktiven Ausstellung, gestattet, sich in den Zooanlagen zu bewegen und beim Füttern der Tiere zu helfen. Als Reaktion auf seine allgemeine Situation und auf verbale und körperliche Sticheleien der Besucher wurde sein Verhalten zunächst boshaft und anschließend stellenweise gewalttätig. Unter anderem schoss er Pfeile auf herumstehende Besucher des Zoos, die dadurch verletzt wurden.
Gegen Ende September 1906 kam Ota Benga wieder in die Obhut von Gordon, der ihn in das Howard Colored Orphan Asylum (in dem Gordon eine leitende Position innehatte) brachte, ein durch die Kirche gefördertes Waisenhaus. Im Januar 1910 kümmerte sich Gordon um Bengas Verlegung nach Lynchburg in Virginia.
Während seines Aufenthaltes in Virginia wurden Bengas Zähne, die er im Kongo zu Stummeln abgefeilt hatte, überkront und ihm wurde Alltagskleidung angezogen. Er wurde von Anne Spencer, einer Dichterin aus Lynchburg, unterrichtet und besuchte kurzzeitig den Unterricht in einem theologischen Priesterseminar sowie das College. Wesentlich mehr Zeit verbrachte er jedoch, ohne seine Kleidung, zuhause und beim Herumstreifen in den nahegelegenen Wäldern mit seinem Pfeil und Bogen.
Er brach seine formelle Ausbildung ab und begann in einer Tabakfabrik in Lynchburg zu arbeiten. Er galt dort als guter Arbeiter, weil er die Gestänge ohne Leiter hinaufklettern konnte, um die Tabakblätter zu pflücken. Die anderen Arbeiter nannten ihn „Bingo“ und er erzählte seine Lebensgeschichte im Austausch für Sandwiches und Root Beer.
Ota Benga war gefangen zwischen zwei Welten, unfähig nach Afrika zurückzukehren und in den Vereinigten Staaten überwiegend als Kuriosität angesehen. Am 20. März 1916, im Alter von 32 Jahren, beging er eine Feuerzeremonie, entfernte die Kronen von seinen Zähnen, vollführte einen letzten Stammestanz, und schoss sich mit einer geliehenen Pistole ins Herz. Die Todesurkunde wurde auf den Namen „Otto Bingo“ ausgestellt.
Er wurde in einem unmarkierten Grab beerdigt. Aufzeichnungen belegen, dass sich dieses in der Sektion für Schwarze des Old City Cemetery in der Nähe seines Unterstützers Gregory Hayes befand. Irgendwann jedoch sind beide Körper von dort verschwunden. Mündlich überlieferten Berichten zufolge wurden Benga und Hayes letztendlich vom Old Cemetery zum White Rock Cemetery verlegt, einem Friedhof, der später verfiel.
Am 19. Juni 2020 schrieb der Cristián Samper, CEO der Wildlife Conservation Society, die den Bronx Zoo heute betreibt, einen Brief an alle Angestellten. In dem Brief kündigte er neben einer Aufarbeitung auch eine Veröffentlichung sämtlicher Materialien an, die mit Ota Benga in Zusammenhang stehen.

## Vermächtnis
Phillips Verner Bradford, der Enkel von Samuel Phillips Verner, schrieb im Jahr 1992 ein Buch über Ota Benga mit dem Titel „Ota Benga: Der Pygmäe im Zoo“. Während der Recherchen für sein Buch besuchte er das American Museum of Natural History in New York, in dessen Besitz sich eine Maske des Gesichtes und ein Abdruck des Körpers von Ota Benga befinden. Bis zum heutigen Tag werden diese noch immer mit „Pygmäe“ betitelt, anstatt Bengas Namen zu verwenden, trotz Einwänden, die vor beinahe hundert Jahren durch Samuel Phillips Verner selbst begonnen hatten.
Ota Benga wurde Gegenstand eines Kurzfilmes des brasilianischen Regisseurs Alfeu França. França fand und benutzte originale Filmaufnahmen, die von Verner selbst im frühen 20. Jahrhundert aufgenommen wurden, um 2002 die Dokumentation Ota Benga: Ein Pygmäe in Amerika zu drehen. In Brasilien wurde der Film auf dem Festival É Tudo Verdade (Deutsch: „Es ist alles wahr“) gezeigt.